# Mike Glennon
Pour les articles homonymes, voir Glennon.
(en) Statistiques sur pro-football-reference
Mike Glennon, né le 12 décembre 1989 dans le comté de Fairfax en Virginie, est un joueur professionnel américain de football américain évoluant au poste de quarterback. Il joue au sein de la franchise des Giants de New York de la National Football League (NFL).

## Biographie

### Carrière universitaire
Il rejoint les Wolfpack de North Carolina State en 2008 et joue durant ses premières années comme remplaçant de Russell Wilson. Il devient titulaire en 2011 et réussit 283 passes sur les 453 tentées pour un gain cumulé de 3 054 yards, inscrivant 31 touchdowns par la passe contre 12 interceptions. Durant la saison 2012, il gagne à la passe 4 031 yards, inscrit 31 touchdowns pour 17 interceptions.

### Carrière professionnelle
Il est sélectionné en tant que 73e choix global lors de troisième tour de la draft 2013 de la NFL par les Buccaneers de Tampa Bay. Il est le troisième quarterback choisi au cours de cette draft après E. J. Manuel et Geno Smith.
Désigné quarterback remplaçant derrière Josh Freeman au début de la saison 2013, il devient titulaire à partir de la 4e semaine lors d'une défaite contre les Cardinals de l'Arizona. Après des débuts difficiles, il connaît sa première victoire à l'occasion de la 10e semaine lors du match joué contre les Dolphins de Miami. Il enchaîne par la suite deux autres victoires, contre les Falcons d'Atlanta et les Lions de Détroit, inscrivant deux touchdowns à la passe par match et réussissant respectivement 87 % et 66,7 % de ses passes pour une évaluation de plus de 135. Il est finalement nommé meilleur débutant offensif du mois de novembre 2013 après avoir, pendant cette période, remporté 3 des 4 maths joués au cours desquels il avait réussi 62 passes sur les 88 tentées, gagné 785 yards et inscrit sept touchdowns par la passe pour une seule interception. Il est sélectionné dans l'équipe-type des débutants de la NFL par la Pro Football Writers Association.
Lors de la saison 2014, le nouvel entraîneur principal des Buccaneers Lovie Smith désigne le vétéran Josh McCown plutôt que Glennon comme quarterback titulaire pour le début de la saison. Il entre en jeu à la suite d'une blessure de McCown face aux Falcons d'Atlanta lors de la 3e semaine, puis il est titularisé pour les cinq matchs suivants. Malgré une victoire contre les Steelers de Pittsburgh, match auquel il marque un touchdown à la passe dans les dernières secondes du match, il perd les quatre matchs suivants et les Buccaneers remettent McCown comme titulaire.
Les Buccaneers sélectionnent Jameis Winston avec le premier choix de la draft de 2015 et font de lui leur quarterback titulaire pour la saison. Relégué de nouveau à un rôle de remplaçant, Glennon ne joue pas le moindre snap durant la saison.
Il signe en mars 2017 un contrat de 3 ans pour 45 millions de dollars avec les Bears de Chicago. Il commence les quatre premiers matchs de la saison, mais après des performances jugées peu satisfaisantes, il est remplacé par le débutant Mitchell Trubisky pour le restant de la saison. Il est libéré par les Bears après une seule saison.
Il rejoint lors des saisons suivantes les Cardinals de l'Arizona, les Raiders d'Oakland puis les Jaguars de Jacksonville, ayant à chaque fois un rôle de remplaçant. 

## Statistiques
| Année              | Équipe                  | MJ                 |         | Passes   | Passes | Passes | Passes | Passes | Passes | Passes  |       | Courses | Courses | Courses | Courses |
| Année              | Équipe                  | MJ                 | Tentées | Réussies | Pct.   | Yards  | TD     | Int.   | Éval.  | Tentées | Yards | Moy.    | TD      |         |         |
| 2013               | Buccaneers de Tampa Bay | 13                 | 416     | 247      | 59,4   | 2 608  | 19     | 9      | 83,9   | 27      | 37    | 1,4     | 0       |         |         |
| 2014               | Buccaneers de Tampa Bay | 6                  | 203     | 117      | 57,6   | 1 417  | 10     | 6      | 83,3   | 10      | 49    | 4,9     | 0       |         |         |
| 2015               | Buccaneers de Tampa Bay | 0                  | -       | -        | -      | -      | -      | -      | -      | -       | -     | -       | -       |         |         |
| 2016               | Buccaneers de Tampa Bay | 2                  | 11      | 10       | 90,9   | 75     | 1      | 0      | 125,4  | -       | -     | -       | -       |         |         |
| 2017               | Bears de Chicago        | 4                  | 140     | 93       | 66,4   | 833    | 4      | 5      | 76,9   | 4       | 4     | 1.0     | 0       |         |         |
| 2018               | Cardinals de l'Arizona  | 2                  | 21      | 15       | 71,4   | 174    | 1      | 0      | 112    | -       | -     | -       | -       |         |         |
| 2019               | Raiders d'Oakland       | 2                  | 10      | 6        | 60     | 56     | 1      | 0      | 108,8  | 2       | 0     | 0       | 0       |         |         |
| 2020               | Jaguars de Jacksonville | 5                  | 179     | 111      | 62     | 1 072  | 7      | 5      | 80,1   | 6       | 17    | 2,8     | 0       |         |         |
| Totaux en carrière | Totaux en carrière      | Totaux en carrière | 980     | 599      | 61,1   | 6 235  | 43     | 25     | 83,5   | 49      | 107   | 2,2     | 0       |         |         |